# اندیس کلاته رجائی
کلاته رجائی یک اندیس فلزی است که در حوالی شهر داربن استان خراسان قرار دارد و مادهٔ معدنی موجود در آن، طلا است.سنگ میزبان این اندیس توف سبز است و دیرینگی آن به دوران کرتاسه پسین می‌رسد. در این اندیس، پاراژنز‌های مس یافت می‌شوند.